# Masquerade Les Marionettes
Masquerade Les Marionettes (с англ. — «Маскарад марионеток») — пятнадцатый студийный альбом немецкого поп-певца Fancy, выпущенный 11 июня 2021 года. Продюсером альбома стал известный музыкант и аранжировщик Луис Родригес, который ранее был звукоинженером Дитера Болена. Самый успешный альбом певца за всю карьеру.
В поддержку альбома было выпущено три сингла: I Like Your Smile, Rockabye Me и I’m Still a Fool.
Masquerade Les Marionettes является первым альбомом Fancy в жанре итало-диско.
Кроме всех композиций в альбом вошёл кавер на песню  «My Way» Фрэнка Синатры.

## История
В 2021 году послу длительного перерыва в карьере Fancy решает вернуться на сцену, но уже в другом амплуа, а именно исполнителя в жанре итало-диско. К созданию нового звучания песен был привлечён аранжировщик Луис Родригес.
Первым синглом альбома является песня «I Like Your Smile». Поклонники восприняли новое направление в творчестве артиста тепло, в результате чего сингл попал на первые места хит-парадов Польши, а также в европейском хит-параде NEW GENERATION DISCO на Top80s Radio.
После были выпущены «Rockabye Me» и «I’m Still a Fool». Последняя отличается от остальных композиций альбома тем, что она повествует не о любви, а о жизненном пути артиста.
Композиция альбома «Summer Wine» была исполнена дуэтом с Лиан Росс.
Песня «Can You Feel The Beat» была написана российским музыкантом Евгением Семакиным.
С выходом синглов и альбома поклонниками была замечена ещё одна особенность: теперь Fancy использует в клипах на композиции приёмы современного монтажа, самый частый — хромакей, что положительно повлияло на популярность альбома.
Также в Masquerade Les Marionettes была включена новая версия самого большого хита певца «Flames Of Love», написанная в стиле итало-диско и песня «My Way», ранее выпущенная в альбоме Forever Magic.

## Стиль песен
Несмотря на то, что большинство композиций написаны в жанре итало-диско, в альбоме присутствуют песни, выбивающиеся из общей концепции альбома, так как они написаны в другом жанре. Таковыми являются: «Lost in Music», «Take your time» и «My Way», которые являются композициями в жанре поп.

## Трек-лист
| №                   | Название                        | Длительность |
| ------------------- | ------------------------------- | ------------ |
| 1.                  | «I Like Your Smile»             | 3:15         |
| 2.                  | «Rockabye Me»                   | 3:54         |
| 3.                  | «I'm Still A Fool»              | 3:32         |
| 4.                  | «Lovers»                        | 3:27         |
| 5.                  | «Lost In Music»                 | 4:01         |
| 6.                  | «Take Your Time»                | 3:24         |
| 7.                  | «Losing Control»                | 3:13         |
| 8.                  | «Tonight»                       | 3:18         |
| 9.                  | «Can You Feel The Beat»         | 2:30         |
| 10.                 | «Summer Wine»                   | 4:07         |
| 11.                 | «Flames Of Love (Bobby To Mix)» | 3:34         |
| 12.                 | «My Way»                        | 5:16         |
| Общая длительность: | Общая длительность:             | 1:01:23      |

### Бонусные треки
- I Like Your Smile (Extended)
- Lovers (Extended)
- Flames Of Love (Bobby To Mix Extended)

## Участники создания
- Fancy — ведущий вокал (все песни)
- Луис Родригес — аранжировка (все песни); автор музыки (I Like Your Smile; I’m Still A Fool; Losing Control)
- Филипп Эсканьо — автор слов (I Like Your Smile; I’m Still A Fool; Losing Control)
- Стив МакВайн — автор музыки (Rockabye Me; Take Your Time)
- Беле Поп — автор слов (Rockabye Me; Take Your Time)
- Пэт Лоусон — автор слов (Rockabye Me)
- Рико Иштванко — автор песен (Lovers)
- Эдвардс, Роджерс — автор песен (Lost In Music)
- Рауль Гарридо (Tonight)
- Евгений Семакин — автор песен (Can You Feel The Beat)

## Синглы
- 2021 I Like Your Smile
- 2021 Rockabye Me
- 2021 I’m Still a Fool

## Клипы
- I Like Your Smile
- Rockabye Me
- I’m Still a Fool
- Summer Wine
- Flames Of Love (Bobby To Mix)